# Maratecoara lacortei
Maratecoara lacortei är en fiskart som först beskrevs av Lazara, 1991.  Maratecoara lacortei ingår i släktet Maratecoara och familjen Rivulidae. Inga underarter finns listade i Catalogue of Life.